# 浦幌町立浦幌中学校
浦幌町立浦幌中学校（うらほろちょうりつうらほろちゅうがっこう）は、北海道十勝郡浦幌町にある中学校。

## 部活動
- サッカー
- バスケットボール
- バドミントン
- 陸上
- アイスホッケー
- 吹奏楽部